# Nils Dunér

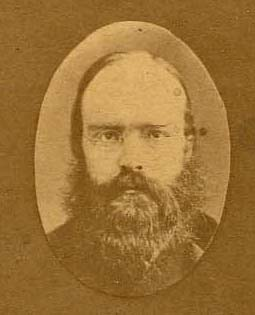
Nils Dunér. Foto 1872.

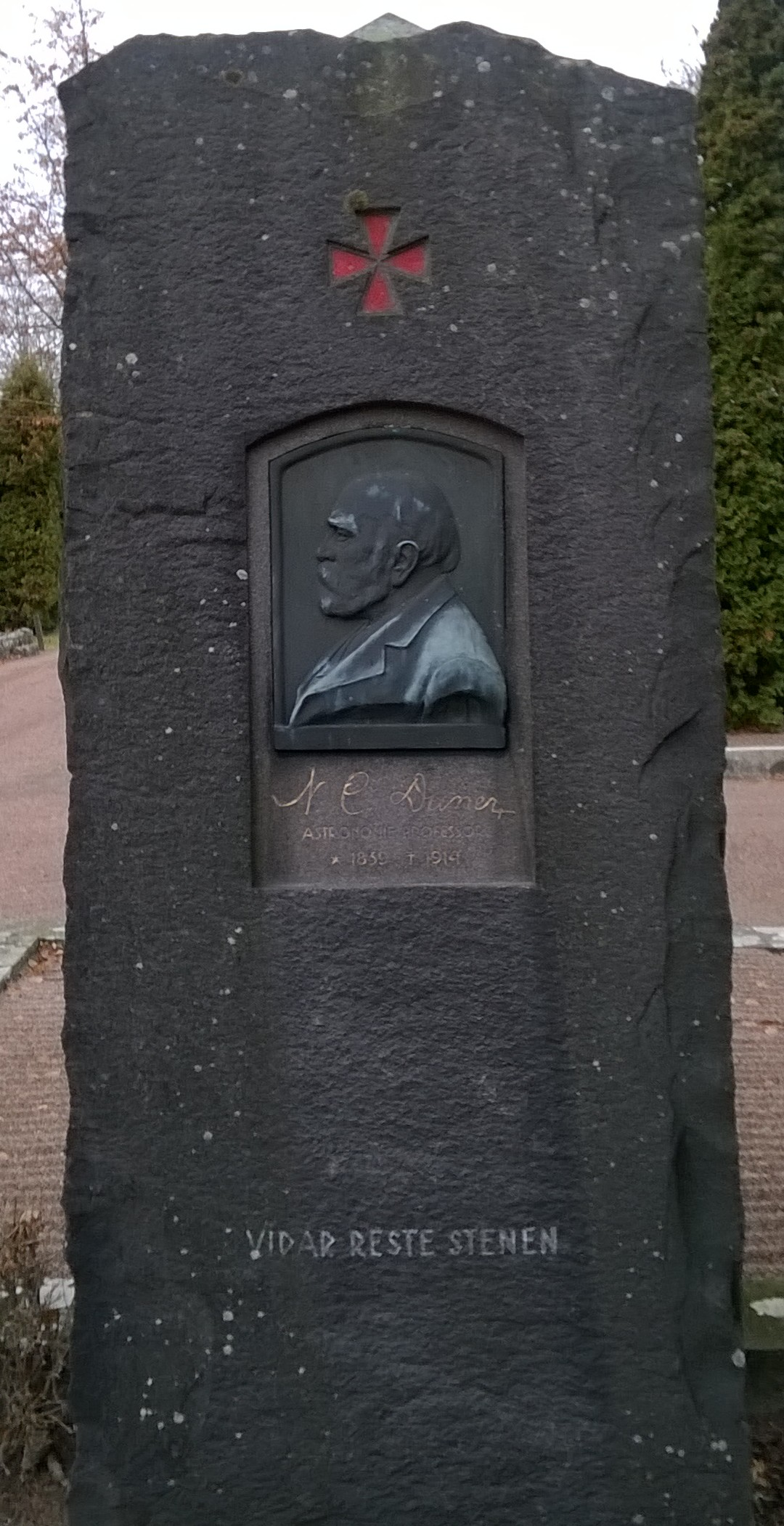
Nils Dunérs gravsten på Uppsala gamla kyrkogård.

Nils Christofer Dunér, född 21 maj 1839 i Billeberga församling, Malmöhus län, död 10 november 1914 i Kungsholms församling i Stockholm, var en svensk astronom. Han var bror till Gösta Dunér och far till Viking Dunér.

## Biografi
Dunér blev student vid Lunds universitet 1855, filosofie doktor och amanuens vid Lunds observatorium 1862, samt adjunkt i astronomi och observator 1864. Han blev 1867 den förste ordföranden i Lunds studentkår. Dunér utnämndes 1887 till extra ordinarie professor i astronomi och kallades 1888 till den ordinarie professuren i samma ämne vid Uppsala universitet. Han var censor vid mogenhetsexamina 1891 och från 1893.
Dunér deltog 1861 och 1864 i de av Nordenskiöld ledda svenska expeditionerna till Spetsbergen och företog många vetenskapliga resor till Danmark, Tyskland, Österrike, Schweiz, Frankrike, Holland, Belgien och Ryssland. Han var 1863 medstiftare av Astronomische Gesellschaft, vars styrelse han tillhörde, och deltog 1887 i den i Paris samlade kongressen för uppgörande av planen till utförande på fotografisk väg av en karta över hela himlen och en katalog över alla stjärnor till och med 11:e storleken samt invaldes till medlem av dess "comité permanent". Dunér förordnades 1898 till medlem av den kungliga kommittén för utförande av en gradmätning på Spetsbergen och 1900 till medlem av den av Astronomische Gesellschaft tillsatta kommittén för utarbetande av en katalog över de föränderliga stjärnorna. Han var ledamot av Fysiografiska sällskapet i Lund (1864), Vetenskapsakademien (1881) och Vetenskapssocieteten i Uppsala (1888) samt tillhörde dessutom en mängd utländska lärda sällskap. Av Vetenskapsakademien erhöll Dunér 1866, 1885 och 1892 Wallmarkska priset, av Institut de France 1887 Lalandeska priset samt av Royal Society i London 1892 Rumfordmedaljen i guld.
Av Dunérs många arbeten, av vilka de flesta ligger inom astrofysiken, kan nämnas Mesures micrométriques d'étoiles doubles faites à l'observatoire de Lund, suivies de notes sur leurs mouvements relatifs (1876); Sur les étoiles à spectres de la troisième classe (1885), som innehåller resultatet av en planmässig genommönstring och beskrivning av stjärnspektra av tredje typen, det första arbete av denna art, som i denna omfattning blivit utfört; Recherches sur la rotation du soleil (1891), resultaten av vid observatoriet i Lund utförda spektroskopiska iakttagelser av solen, av vilka framgår den bekanta lagen för solrotationens avtagande från ekvatorn mot polerna, genom dessa observationer dock indicerad ända till 75° heliografisk bredd, det vill säga långt utöver den region, där solfläckarna förekommer; Observations des étoiles de la zone entré 35° et 40° de déclinaison boréale faites à l'observatoire de Lund et réduites à l'équinoxe moyen de 1875 (sex delar, 1896; såväl observationer som publikation gemensamt med Folke Engström). Dunér gjorde omsorgsfulla och lyckade undersökningar av de till Algoltypen hörande föränderliga stjärnorna Y Cygni och Z Herculis; han visade, att den bana, i vilken den ena komponenten löper kring den andra, är märkbart excentrisk och att den riktning, i vilken de båda kropparna är varandra närmast, befinner sig stadd i vridning kring den gemensamma tyngdpunkten. Dunér skrev även Handbok i allmän astronomi (1899), avsedd för den grundläggande undervisningen i astronomi.
Nils Dunér är begravd på Uppsala gamla kyrkogård.